# گوشی (سامورایی)
گوشی (به ژاپنی: 郷士 ごうし) به افراد متعلق به طبقه پایین سامورایی‌ها در دوره ادو گفته می‌شود. به سامورایی‌هایی گفته می‌شود که در عین متعلق بودن به طبقهٔ سامورایی‌ها، کشاورز نیز بودند. گوشی‌ها در زمان صلح به شغل کشاورزی مشغول بودند و در زمان جنگ به عنوان رزمنده می‌جنگیدند و به آنان گوسامورایی گفته می‌شد.